# Grabričina
Grabričina falu Horvátországban, Sziszek-Monoszló megyében. Közigazgatásilag Velika Ludinához tartozik.

## Fekvése
Sziszek városától légvonalban 26, közúton 39 km-re északkeletre, községközpontjától légvonalban 5, közúton 8 km-re északkeletre, a Monoszlói-hegység lejtőin, Ruškovica és Kompator között fekszik.

## Története
Grabričina a község legújabb települése, mely csak a 20. század első felében jött létre és amelynek lakosságát csak a II. világháború után kezdték el önállóan számba venni. Ekkor, 1948-ban még 92 lakosa volt. Azóta a lakosság száma folyamatosan csökken. A falu 1991. június 25-én a független Horvátország része lett. 1993-ban Sziszek-Monoszló megyén belül megalakult Velika Ludina község, melyhez a falu is tartozik. A lakosság fogyásának oka elsősorban a gazdasági fejlődés feltételeinek a hiánya. A településnek 2011-ben 40 lakosa volt.

## Népesség
| Lakosság változása | Lakosság változása | Lakosság változása | Lakosság változása | Lakosság változása | Lakosság változása | Lakosság változása | Lakosság változása | Lakosság változása | Lakosság változása | Lakosság változása | Lakosság változása | Lakosság változása | Lakosság változása | Lakosság változása | Lakosság változása |
| ------------------ | ------------------ | ------------------ | ------------------ | ------------------ | ------------------ | ------------------ | ------------------ | ------------------ | ------------------ | ------------------ | ------------------ | ------------------ | ------------------ | ------------------ | ------------------ |
| 1857               | 1869               | 1880               | 1890               | 1900               | 1910               | 1921               | 1931               | 1948               | 1953               | 1961               | 1971               | 1981               | 1991               | 2001               | 2011               |
| 0                  | 0                  | 0                  | 0                  | 0                  | 0                  | 0                  | 0                  | 92                 | 89                 | 84                 | 70                 | 44                 | 45                 | 41                 | 40                 |

(1948-tól településrészként, 1953-tól önálló településként.)

## Oktatás
A településen a velika ludinai alapiskola alsó tagozatos területi iskolája működik.